# Gare de Marhanets
La gare de Marhanets (en ukrainien : Марганець (станція)) est une gare ferroviaire ukrainienne située sur le territoire de l'oblast de Dnipropetrovsk.

## Situation ferroviaire
Gare créée par le Chemin de fer de Catherine, il se situe sur la ligne Kryvyi-Rih à Oleksandrivsk sous le nom de gare de Horodychtche. En 1923 elle devint la gare du Komintern puis en 1938 elle prit son nom actuel.

## Histoire

### La collision ferroviaire du 12 octobre 2010

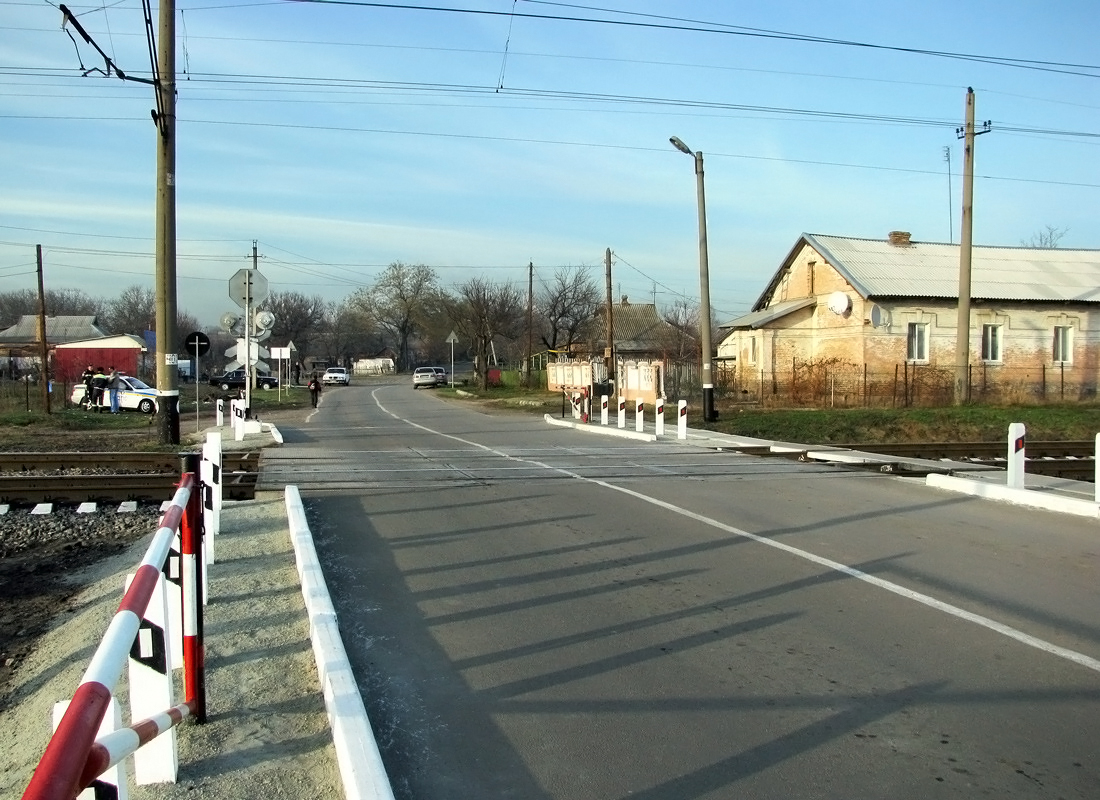
Passage à niveau du lieu de l'accident.

C'est près de Maksymivka au nord de Marhanets, sur un passage à niveau sans barrières au km 116 de la voie ferrée Zaporijjia-Marhanets (-Nikopol-Kryvyï Rih) que, le mardi 12 octobre 2010 à 8 h 25 locales (0525 GMT), une motrice électrique VL8-1583 entra en collision à 75 km/h avec un autocar "BAZ Etalon" qui effectuait le trajet entre la polyclinique et le village de Gorodichtche. L'accident fit 45 victimes. L'accident est attribué à la violation des signaux d'arrêt par le conducteur.
C'est le plus grave accident de la circulation survenu dans l'Ukraine indépendante du point de vue du nombre de victimes. À 7 h 50 ce même matin sur la même ligne, un train de marchandises avait déjà heurté un tracteur à un passage à niveau près de la gare de Kantserivka à 24 km de Zaporijjia, et tué son conducteur. Le lendemain 13 octobre à 20 h 58, un accident semblable se produisit dans le village de Tarasivka (Тарасівка, en russe : Тарасовка, Tarasovka) près de Kiev : le train de passagers Kiev-Trouskavets entra en collision avec une ambulance transportant une femme enceinte et son mari, et le médecin fut tué. Le Président Viktor Ianoukovytch avait pourtant fait de ce 13 octobre 2010 une journée de deuil national, exhortant les autorités à installer des barrières automatiques sur les passages à niveau.